# بهلوان موسى خميس
بهلوان موسي خميس گرزدين وند  زعيم ورئيس الشهير القبيلة الملكشاهية وقائد الجيش الإيراني خلال قاجار وأعظم بطل إيران خلال قاجار.

## الحقبة الافشارية وثورة رؤساء العشيرة ضد نادرشاه الافشار وفتحعلي شاه القاجاري
هؤلاء يمثلون الفروع الهامة من القبيلة وجدهم الاعلى هو شه مير الذي اعقب أحد عشر ولدا باسماء خميس وكاظم وحسين وحسن وتقي وشكر وخداداد وروسكه...الخ وقد مات اثنلن منهم في حياته وتشكلت من ذرية الاخرين عشائر باسمائهم. في العهد الافشاري، كان خميس ابن ارشد شه‌میررئاسة قبيلة الملکشاهی يتمتع بسبب قوته البدنية الخارقة، وكان معروفا بين اخوته وقتها قام والي لرستان وايلام إسماعيل خان امر حسن خان ابن اخيه بالثورة بحملة لتأديب عشيرة ماليمان (مال هومان) وقتل (خورگه بن شاهنشاهي بن قمر) ابن شيخ القبيلة غير ان خميس وقد كان رجلا معروفا بالطيبة وبرقة قلب وانسانيته وقف ضد ذلك وانقذ حياته.
اثناء حكم نادر شاه الافشاري كان امراء الجمزية الملكشاهية قد اشركوا في حروب عديدة منها الحرب ضد التركمان في سنة 1147 هجري-قمري وبلخ في عام 1149 هجري قمري وفي قندهار في عام 1151.
وفي اواخر حكم نادر شاه، ثار خميس رئيس قبيلة الملكشاهية بسبب ضرائب نادر شاه وثارت معهم سائر قبائل الفيلية، وقتلوا 20 شخصا من جامعي ضرائب نادر شاه وحذت حذوهم بعدها باقي قبائل الفيلية.
وقدر روى آراي نادري بخصوص ذلك قائلا: اثر الافراط في التضييق ووصول ذلك إلى حده، قام جمع من رؤساء قبائل الفيلية [قبيلة الملكشاهية وعلى رأسها پهلوان خميس ] بالاتفاق على قتل 20 شخص من جامعي الضرائب وعندما وصل ذلك الخبر إلى العشائر الأخرى قامت بالفعل ذاته وقتلت جامعي ضرائبها.
وفي اللغتنامه روى دهخدا: عندما وصل خبر قتل جامعي الضرائب من قبل خميس الي نادرشاه اراد معاقبهم. غير انه عندما رأى قوتهما، احتار وعرف انهما مصدر مشاكل فقرر ان يقتل الابن الأكبر لخميس بنزال مصارعة وان يرسل مصارعا له فإن استطاع ان يغلبه عفا عنه وخلافا لذلك فسوف يقتلهما كليهما بالحرب.
في خلال القاجاري فتحعلي شاه قاجار موسي وملگه أبناء خميس ثار وثارت معهم الملكشاهيون. أمر محمد علي ميرزا قاجار الفتح علي شاه أبناء خميس، الذي كان قد تمرد إرسالها إلى طهران.وأمرت المحكمة الابن الأكبر خميس قتال مع بطل شاه. يقال ان ملگه واخوه كانا في خيمة سوداء ينتظران مصارع الشاه واثناء ذلك نظر موسى إلى اخوه وسأله باهتمام: لماذا ذهب فتحعلي شاه لهذه الفكرة؟
بعد التفكير في العواقب والنتائج اجاب ملگه: متأكد ان الرجل الذي ارسله الشاه سيصرعني وثم سيقتلنا الشاه كلانا. عندما سمع موسى بذلك من اخوه اقترح على الشاه ان يصارع هو مصارع الشاه بدلا من اخوه ملگه. فسأل الشاه: ولماذا تصارع بدل اخوك.
اجاب ملگه: فداء يا جناب الشاه، هذا المصارع الذي ارسلته سيقتلني لا محالة، انا ابدو اصغر منه ولا استطيع ان اصارعه بنفسي فإذا صرع أخي سآتي لاصارعه عندئذ.
موسى جد عائلة اسدي ودارخاني وملگه هو جد عوائل رحيمي وعزيزيان. يقال ان موسى كان قوي البنية عظيم الصدر وأنه في يوم المصارعة مع مصارع الشاه قام بخلع أحد ثديي المصارع.
ويروون ان موسى خميس پهلوان استطاع ان يطرح مصارع الشاه ارضا وان الشاه اصدر امرا بأعفائهم من مصادرة الاموال دون شرط كما اعطى خاتما من الجواهر لموسى خميس وصار موسى خميس أول مصارع في إيران (يسمى پهلوان موسي خميس) كما اعطي لقب امير ولقب توشمال لموسى اعطاهم فتحعلي شاه رئاسة قبيلتهم ورئاسة حرس إيران.

## فتح نامه
كان من اراضي ولايت إيلام المدارية بمساحة 36000 هكتار قد اعطيت للحاج فرامرز اسدي بأمر من فتح علي شاه قاجار بخط يد الأمير محمد علي ميرزا دولتشاه ابن ارشد شاه  بتاريخ ذو الحجة عام 1236 هجري قمري الموافق لـ 1199 هجري شمسي (ويعرف هذا الامر بالفتح نامه) لتشجيع الملكشاهية على قتال العثمانيين واستخدام السليمانية، شهرزور، الموصل، كركوك، وسامراء في محاصرة بغداد من مدن الامبراطورية العثمانية من خلال قبيلة الملكشاهية.
يقال ان كبير القبيلة الملكشاهية وقتها قام بقطع الاذن اليمنى لكافة اسرى العثمانيين واقتيدوا إلى العاصمة. واعد لهذه المعركة أربعة الاف مقاتل من الملكشاهية الجمزية ومئة فارس ومئة مقاتل من القبائل الأخرى. وثلاثة الاف وثمانمئة من الجنود النظاميين، بإمرة بهلوان موسى خميس على جميع الجيش الإيراني وذلك موضع فخر للملكشاهيه وما زال نقش هذا الجيش موجودا في حديقة متحف شيراز وفي متحف باريس. وقد بقيت الأراضي المحولة باسم الحاج فرامرز اسدي وبسند قانوني محفوظ في كرمانشاه غير انها وبعد الثورة نقلت ملكيتها دون أي مستند قانوني إلى إدارة الموارد الطبيعية في إيلام وإلى اشخاص اخرين
یذكر شميم في كتابه، بخصوص امر الملكشاهية الچمزیة برئاسة وقيادة پهلوان موسی خمیس وحسن خان الفيلي والي إيلام ولرستان مع محمد علي ميرزا دولتشاه الأمير القاجاري وابن فتح علي شاه قاجار للهجوم على الدولة العثمانية ومحاصرتها، كتب <<القوات الإيرانية بقيادة دولتشاه كانت حول شهرزور ونهر سيروان بمساعدة حسن خان الفيلي ومقاتلي الفيلية من بشتكوه وبالاخص القبيلة الملكشاهية الچمزیة ويذكر ان محمد اغا الكهية ومحمود باشا (العثمانيان) انكسرا امام الجيش الإيراني وهربوا تاركين كركوك خلفهم ثم استطاع دولتشاه احتلال السليمانية فهجم على بغداد من طريق سامراء. وحاصر والي بغداد داوود باشا، فأرسل الاخير الشيخ موسى بن الشيخ جعفر النجفي للتوسط مع دولتشاه. فتصادفت وفاة دولتشاه عند إيوان المدائن أو طاق كسرى في المدائن حيث كان مريضا وكان ذلك بتاريخ 1237 هجري قمري.
ويذكر أيضا حول شجاعة الفرسان الفيلية وبالاخص عشائر گرزدين وند الملكشاهية الجمزية في الحملة على الجيش العثماني عام 1234 هجري قمري في الفتح نامه <<كان الفرسان الفيلية في قتل مقاتلي الانكشارية مساهمين ومشاركين مع ملك الموت>>

## مرتفعات چك موسی
مرتفعات تقع جنوب غربي مدينة ملكشاهي في مدينة مهران بريف إيلام وقد كانت ساحة قتال مع العثمانيين اثر الحملة التي قام بها الملكشاهية، ومن ذلك سميت مرتفعات چك موسی وموسى المقصود به هنا هو موسى خميس بهلوان وقد صارت المنطقة تعرف جغرافيا بهذا الاسم.
في الفتح نامه يذكر ان بهلوان موسى خميس والقبيلة الملكشاهية ترتبط بهم أسماء مرتفعات أخرى مثل چك خواجه، چك چامل وچك قمر. غير ان تسمية مرتفعات چك موسي نالت هذه التسمية بعد حملة الملكشاهية على العثمانيين في عام 1236 هجري قمري 1199 هجري شمسي.